# Châteaux de la Loire
L'expression châteaux de la Loire regroupe sous une même appellation touristique un ensemble de châteaux français situés dans le Val de Loire. Le territoire connu sous le nom de comté de Tours est âprement disputé entre le Xe siècle et le XIe siècle par la maison féodale blésoise et la maison d'Anjou, conflit qui sera suivi au XIIe siècle et XIIIe siècle par la première guerre de Cent Ans entre la France et l'Angleterre et entre le XIVe siècle et le XVe siècle par la deuxième guerre de Cent Ans toujours entre la France et l'Angleterre ; ces trois guerres seront à l'origine de la plupart des châteaux du val de Loire actuels. 
Les châteaux de la Loire ont la particularité architecturale d'avoir été, pour la plupart, rebâtis ou fortement remaniés aux XVe siècle et XVIe siècle à une époque où la cour des rois de France était installée dans cette région ou dans ses environs immédiats. La Renaissance voit l’apogée du rôle du Val de Loire au sein du royaume de France, de Charles VII et Louis XI, qui font de Tours la capitale, jusqu’à Henri IV qui la ramène à Paris en 1594, à la fin des guerres de Religion le centre du pouvoir reste dans la région. Les Valois, découvrent en Italie vers la fin du XVe siècle un nouvel art de vivre, qui sera transposé dans le Val de Loire, en y faisant venir de nombreux artistes et artisans italiens, dont le plus célèbre d’entre eux, Léonard de Vinci. La notion de châteaux de la Loire revêt principalement une acception touristique, liée à cette exceptionnelle densité de monuments à visiter. Toutefois ils ont la particularité architecturale d'être pour la plupart soit construits en tuffeau turonien soit en brique avec chaînages également en tuffeau.

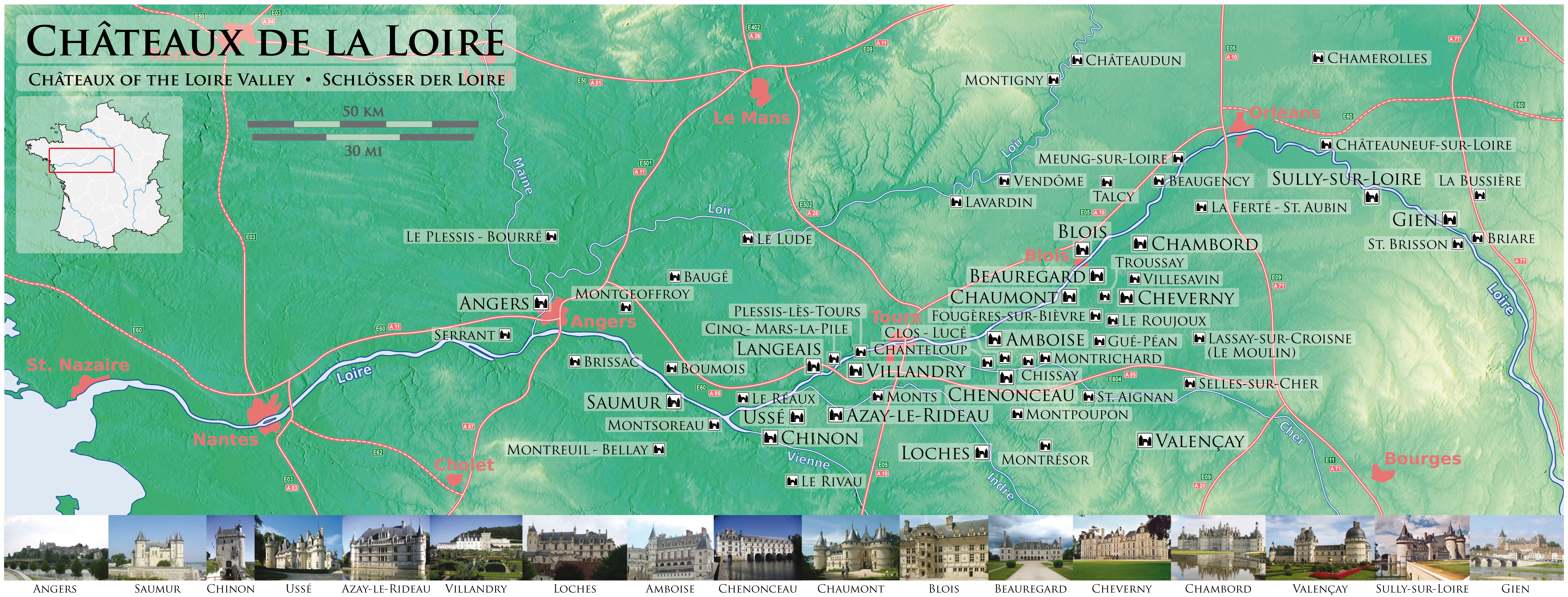
Carte des châteaux de la Loire.

Il n'existe officiellement aucune liste exhaustive des châteaux dits « de la Vallée de la Loire ». La plupart se situent dans les départements de Maine-et-Loire, d'Indre-et-Loire, du Loir-et-Cher, d'Eure-et-Loir et du Loiret, mais certains auteurs incluent aussi les départements de la Sarthe, de la Mayenne, du Cher, de l'Indre, de la Loire-Atlantique, voire de la Nièvre.
La concentration en monuments remarquables dans cette région a d'ailleurs en partie justifié l'inscription du Val de Loire sur la liste du patrimoine mondial par l'Unesco, entre Sully-sur-Loire (Loiret) et Chalonnes-sur-Loire (Maine-et-Loire). Par ailleurs, un certain nombre de châteaux, généralement d'origine royale ou construits par des seigneurs proches du pouvoir royal, ont une notoriété internationale (Chambord, Chenonceau, etc.).
Au nombre global proche de 3000, tous ces châteaux sont principalement situés dans les régions Centre-Val de Loire et Pays de la Loire. Ils ont des liens directs ou indirects avec la vallée de la Loire (son histoire, son architecture, etc.) et forment la plus grande concentration au monde de ce type de monuments.

## Liste et localisations des châteaux de la Loire
On peut distinguer trois grandes catégories :
- les principaux châteaux royaux ;
- les châteaux nobiliaires de première importance historique, architecturale ou muséographique ;
- tous les autres châteaux nobiliaires. La liste présentée ici n'est pas exhaustive.

### Principaux châteaux royaux
| Château           | Commune     | Département    | Coordonnées                 | Événements historiques | Illustration |
| ----------------- | ----------- | -------------- | --------------------------- | --- | --- |
| Amboise           | Amboise     | Indre-et-Loire | 47° 24′ 47″ N, 0° 59′ 09″ E | Mort accidentelle de Charles VIII (1498) Conjuration d'Amboise (1560) Paix d'Amboise avec les calvinistes (1563) | Château d'Amboise |
| Angers            | Angers      | Maine-et-Loire | 47° 28′ 12″ N, 0° 33′ 36″ O | Forteresse de 17 tours Tenture de l'Apocalypse | Château d'Angers, Maine-et-Loire, Pays de la Loire, France. La porte des champs côté sud au premier plan, était l'entrée principale de la forteresse à l'origine. |
| Blois             | Blois       | Loir-et-Cher   | 47° 35′ 08″ N, 1° 19′ 51″ E | Ordonnance de Blois (1499) relative à l'organisation judiciaire États généraux de 1576-1577 Ordonnance de Blois (1579) relative à la tenue des actes de mariage Assassinat d'Henri Ier de Guise (1588) États généraux de 1588-1589 | |
| Chambord          | Chambord    | Loir-et-Cher   | 47° 36′ 58″ N, 1° 31′ 02″ E | Construction du grand édifice (1519-1559) Traité de Chambord (1552) | Château de Chambord |
| Chenonceau        | Chenonceaux | Indre-et-Loire | 47° 19′ 31″ N, 1° 04′ 13″ E | Propriété de Diane de Poitiers (1547-1559) et Catherine de Médicis (1559-1589) | Château de Chenonceau |
| Chinon            | Chinon      | Indre-et-Loire | 47° 10′ 05″ N, 0° 14′ 10″ E | Entrevues entre Charles VII et Jeanne d'Arc (1429) | Château de Chinon, vue de la Vienne |
| Château-Gaillard  | Amboise     | Indre-et-Loire | 47° 24′ 47″ N, 0° 59′ 09″ E | Construit par Charles VIII et résidence de trois rois de France. Première orangerie du pays, permet à Charles VIII de présenter ses essences rares et ses espèces exceptionnelles d’agrumes. | Domaine Royal de Château-Gaillard Amboise |
| Langeais          | Langeais    | Indre-et-Loire | 47° 19′ 29″ N, 0° 24′ 22″ E | Mariage de Charles VIII et Anne de Bretagne (1491) | Château de Langeais |
| Loches            | Loches      | Indre-et-Loire | 47° 07′ 29″ N, 0° 59′ 48″ E | Résidence d'Agnès Sorel (1443-1450) | Château de Loches, Loches, FRANCE |
| Plessis-lèz-Tours | La Riche    | Indre-et-Loire | 47° 22′ 57″ N, 0° 39′ 38″ E | Trêve de Tours (1444) L'ordonnance de Montils-lès-Tours (1454) rend obligatoire la rédaction des coutumes de droit orales Mort de Louis XI (1483) États généraux de 1506, suivis par les fiançailles de François d'Angoulême, futur François Ier, avec Claude de France Mort de saint François de Paule (1507), fondateur de l'ordre des Minimes Traité de Plessis-lèz-Tours (1580) Entrevue d'Henri III et du roi de Navarre, futur Henri IV, qui s'allient contre la Ligue (1589) | Château de Plessiz-lèz-Tours |
| Saumur            | Saumur      | Maine-et-Loire | 47° 15′ 22″ N, 0° 04′ 21″ O | "Château d'amour" du roi René d'Anjou (1454-1472) Saumur est accordée aux protestants (1589) | Château de Saumur |
| Tours             | Tours       | Indre-et-Loire | 47° 23′ 49″ N, 0° 41′ 34″ E | Mariage du futur Louis XI et Marguerite d'Écosse (1436) Captivité de Charles Ier de Guise (1588-1591) | Le château de Tours. |

### Châteaux nobiliaires d'importance
| Château            | Commune            | Département      | Coordonnées                 | Remarques                                                                                                  | Illustration                                                                    |
| ------------------ | ------------------ | ---------------- | --------------------------- | --- | ------------------------------------------------------------------------------- |
| Azay-le-Rideau     | Azay-le-Rideau     | Indre-et-Loire   | 47° 15′ 33″ N, 0° 27′ 58″ E | Chef-d'œuvre de la première Renaissance française                                                          | Château d'Azay-le-Rideau, Indre-et-Loire, France                                |
| Beauregard         | Cellettes          | Loir-et-Cher     | 47° 32′ 13″ N, 1° 23′ 03″ E | Galerie des Illustres                                                                                      | Château de Beauregard                                                           |
| Brézé              | Brézé              | Maine-et-Loire   | 47° 10′ 28″ N, 0° 03′ 27″ O | Pièces troglodytiques sous le château Douves asséchées les plus profondes d'Europe                         | Château de Brézé                                                                |
| Brissac            | Brissac-Quincé     | Maine-et-Loire   | 47° 21′ 11″ N, 0° 26′ 59″ O | Château le plus haut de France 48 m de hauteur, étagé sur sept niveaux                                     | Façade est du château de Brissac-Quincé. Département de Maine-et-Loire, France. |
| Chanteloup         | Amboise            | Indre-et-Loire   | 47° 23′ 28″ N, 0° 58′ 13″ E | Propriété de Choiseul (1760-1785)                                                                          | Château de Chanteloup                                                           |
| Châteaudun         | Châteaudun         | Eure-et-Loir     | 48° 04′ 15″ N, 1° 19′ 25″ E | Propriété de Jean de Dunois (1439-1468)                                                                    | Château de Châteaudun                                                           |
| Chaumont-sur-Loire | Chaumont-sur-Loire | Loir-et-Cher     | 47° 28′ 45″ N, 1° 10′ 55″ E | Propriété de Catherine de Médicis (1550-1559) et Diane de Poitiers (1559-1566)                             | Château de Chaumont sur Loire, FRANCE                                           |
| Cheverny           | Cheverny           | Loir-et-Cher     | 47° 30′ 01″ N, 1° 27′ 29″ E | Inspire Hergé pour son château de Moulinsart                                                               | Château de Cheverny - Vue Frontale                                              |
| Clos-Lucé          | Amboise            | Indre-et-Loire   | 47° 24′ 36″ N, 0° 59′ 31″ E | Maison de Léonard de Vinci (1516-1519)                                                                     | Le Clos Lucé, en Indre-et-Loire, en France                                      |
| Ducs de Bretagne   | Nantes             | Loire-Atlantique | 47° 12′ 56″ N, 1° 32′ 59″ O | Situation près de l'embouchure de la Loire Résidence des ducs de Bretagne                                  | Château des ducs de Bretagne                                                    |
| Gien               | Gien               | Loiret           | 47° 41′ 06″ N, 2° 37′ 54″ E | Musée international de la Chasse                                                                           | Château de Gien                                                                 |
| Jacques-Cœur       | Bourges            | Cher             | 47° 05′ 05″ N, 2° 23′ 39″ E | Propriété de Jacques Cœur (1443-1451)                                                                      | Palais Jacques-Cœur                                                             |
| Le Lude            | Le Lude            | Sarthe           | 47° 38′ 45″ N, 0° 09′ 14″ E | Propriété de Jean Daillon (1457-1481)                                                                      | Château du Lude                                                                 |
| Meillant           | Meillant           | Cher             | 46° 46′ 59″ N, 2° 30′ 15″ E | Tour du Lion                                                                                               | Château de Meillant                                                             |
| Montsoreau         | Montsoreau         | Maine-et-Loire   | 47° 12′ 56″ N, 0° 03′ 44″ E | Seul château de la Loire construit dans le lit du fleuve                                                   | Château de Montsoreau                                                           |
| Nevers             | Nevers             | Nièvre           | 46° 59′ 18″ N, 3° 09′ 30″ E | Considéré comme le premier des châteaux de la Loire                                                        | Palais ducal de Nevers                                                          |
| Richelieu          | Richelieu          | Indre-et-Loire   | 47° 00′ 26″ N, 0° 19′ 33″ E | Propriété du cardinal de Richelieu (1621-1642) Ville neuve de Richelieu (1632-1642)                        | Château de Richelieu                                                            |
| Sully-sur-Loire    | Sully-sur-Loire    | Loiret           | 47° 46′ 04″ N, 2° 22′ 31″ E | Propriété du duc de Sully (1602-1641)                                                                      | Château de Sully-sur-Loire                                                      |
| Ussé               | Rigny-Ussé         | Indre-et-Loire   | 47° 14′ 59″ N, 0° 17′ 28″ E | Inspire Charles Perrault pour son conte La Belle au bois dormant                                           | Château d'Ussé, façade Est                                                      |
| Valençay           | Valençay           | Indre            | 47° 09′ 27″ N, 1° 33′ 48″ E | Propriété de Talleyrand (1803-1838) Captivité du roi déchu d'Espagne Ferdinand VII                         | Château de Valençay                                                             |
| Vendôme            | Vendôme            | Loir-et-Cher     | 47° 47′ 21″ N, 1° 03′ 55″ E | Résidence des Bourbon-Vendôme, y furent enterrés Antoine de Bourbon et Jeanne d'Albret, parents d'Henri IV | Château de Vendôme                                                              |
| Villandry          | Villandry          | Indre-et-Loire   | 47° 20′ 26″ N, 0° 30′ 51″ E | Célèbre pour ses jardins à la française                                                                    | (Château de Villandry (France) vu des jardins)                                  |

### Autres châteaux
| Château               | Commune                  | Département      | Coordonnées                 | Illustration                                                                                               |
| --------------------- | ------------------------ | ---------------- | --------------------------- | --- |
| Argy                  | Argy                     | Indre            | 46° 56′ 20″ N, 1° 26′ 08″ E | Château d'Argy                                                                                             |
| Azay-le-Ferron        | Azay-le-Ferron           | Indre            | 46° 51′ 04″ N, 1° 04′ 12″ E | Château d'Azay-le-Ferron                                                                                   |
| Baugé                 | Baugé                    | Maine-et-Loire   | 47° 32′ 29″ N, 0° 06′ 07″ E | Château de Baugé                                                                                           |
| Beaugency             | Beaugency                | Loiret           | 47° 46′ 45″ N, 1° 37′ 57″ E | Château de Beaugency                                                                                       |
| Boisgibault           | Ardon                    | Loiret           | 47° 47′ 18″ N, 1° 52′ 00″ E | Château de Boisgibault                                                                                     |
| Boumois               | Saint-Martin-de-la-Place | Maine-et-Loire   | 47° 18′ 30″ N, 0° 07′ 48″ O | |
| Briare                | Briare                   | Loiret           | 47° 38′ 22″ N, 2° 44′ 27″ E | Château de Briare                                                                                          |
| Candé                 | Monts                    | Indre-et-Loire   | 47° 17′ 49″ N, 0° 39′ 56″ E | Château de Candé                                                                                           |
| Chamerolles           | Chilleurs-aux-Bois       | Loiret           | 48° 03′ 37″ N, 2° 09′ 51″ E | Château de Chamerolles                                                                                     |
| Châteauneuf-sur-Loire | Châteauneuf-sur-Loire    | Loiret           | 47° 51′ 51″ N, 2° 13′ 00″ E | Château de Châteauneuf-sur-Loire                                                                           |
| Chémery               | Chémery                  | Loir-et-Cher     | 47° 20′ 43″ N, 1° 28′ 48″ E | Château de Chémery                                                                                         |
| Chissay               | Chissay-en-Touraine      | Loir-et-Cher     | 47° 20′ 13″ N, 1° 08′ 11″ E | Château de Chissay                                                                                         |
| Courtalain            | Courtalain               | Eure-et-Loir     | 48° 04′ 49″ N, 1° 08′ 11″ E | Château de Courtalain                                                                                      |
| Dampierre-en-Burly    | Dampierre-en-Burly       | Loiret           | 47° 45′ 35″ N, 2° 30′ 55″ E | Château de Dampierre-en-Burly                                                                              |
| Fougères-sur-Bièvre   | Fougères-sur-Bièvre      | Loir-et-Cher     | 47° 26′ 52″ N, 1° 20′ 37″ E | Château de Fougères-sur-Bièvre                                                                             |
| Gizeux                | Gizeux                   | Indre-et-Loire   | 47° 23′ 26″ N, 0° 12′ 22″ E | Château de Gizeux                                                                                          |
| Goulaine              | Haute-Goulaine           | Loire-Atlantique | 47° 12′ 15″ N, 1° 24′ 10″ O | Château de Goulaine                                                                                        |
| Gué-Péan              | Monthou-sur-Cher         | Loir-et-Cher     | 47° 21′ 00″ N, 1° 19′ 07″ E | Château du Gué-Péan                                                                                        |
| La Bourdaisière       | Montlouis-sur-Loire      | Indre-et-Loire   | 47° 22′ 11″ N, 0° 50′ 19″ E | Château de La Bourdaisière                                                                                 |
| La Bussière           | La Bussière              | Loiret           | 47° 44′ 50″ N, 2° 44′ 52″ E | Château de La Bussière                                                                                     |
| La Farinière          | Cinq-Mars-la-Pile        | Indre-et-Loire   | 47° 21′ 08″ N, 0° 28′ 29″ E | Château de La Farinière                                                                                    |
| La Ferté-Saint-Aubin  | La Ferté-Saint-Aubin     | Loiret           | 47° 43′ 35″ N, 1° 56′ 36″ E | Château de La Ferté-Saint-Aubin                                                                            |
| La Possonnière        | Couture-sur-Loir         | Loir-et-Cher     | 47° 44′ 48″ N, 0° 41′ 32″ E | Château de La Possonnière                                                                                  |
| Lavardin              | Lavardin                 | Loir-et-Cher     | 47° 44′ 28″ N, 0° 53′ 01″ E | Château de Lavardin                                                                                        |
| Le Moulin             | Lassay-sur-Croisne       | Loir-et-Cher     | 47° 22′ 09″ N, 1° 36′ 34″ E | Château du Moulin                                                                                          |
| Le Plessis-Bourré     | Écuillé                  | Maine-et-Loire   | 47° 36′ 03″ N, 0° 32′ 40″ O | Le château du Plessis-Bourré, près du village d'Écuillé, en Maine-et-Loire (France), vu depuis le sud-est. |
| Le Rivau              | Lemere                   | Indre-et-Loire   | 47° 06′ 25″ N, 0° 19′ 34″ E | Château du Rivau                                                                                           |
| Le Roujoux            | Fresnes                  | Loir-et-Cher     | 47° 26′ 01″ N, 1° 24′ 03″ E | |
| Les Réaux             | Chouzé-sur-Loire         | Indre-et-Loire   | 47° 14′ 54″ N, 0° 08′ 52″ E | Château des Réaux                                                                                          |
| L'Islette             | Cheillé                  | Indre-et-Loire   | 47° 16′ 03″ N, 0° 26′ 03″ E | |
| Luynes                | Luynes                   | Indre-et-Loire   | 47° 23′ 28″ N, 0° 33′ 19″ E | Château de Luynes                                                                                          |
| Menars                | Menars                   | Loir-et-Cher     | 47° 38′ 36″ N, 1° 24′ 34″ E | Château de Menars                                                                                          |
| Meung-sur-Loire       | Meung-sur-Loire          | Loiret           | 47° 49′ 26″ N, 1° 41′ 41″ E | Château de Meung-sur-Loire                                                                                 |
| Montbazon             | Montbazon                | Indre-et-Loire   | 47° 17′ 06″ N, 0° 42′ 50″ E | Château de Montbazon                                                                                       |
| Montgeoffroy          | Mazé                     | Maine-et-Loire   | 47° 28′ 08″ N, 0° 16′ 35″ O | Château de Montgeoffroy                                                                                    |
| Montigny-le-Gannelon  | Montigny-le-Gannelon     | Eure-et-Loir     | 48° 00′ 54″ N, 1° 14′ 07″ E | Château de Montigny-le-Gannelon                                                                            |
| Montpoupon            | Céré-la-Ronde            | Indre-et-Loire   | 47° 15′ 11″ N, 1° 08′ 28″ E | Château de Montpoupon                                                                                      |
| Montrésor             | Montrésor                | Indre-et-Loire   | 47° 09′ 21″ N, 1° 12′ 35″ E | Vue d'un château montrant une échauguette à l'angle de deux murs au premier plan.                          |
| Montreuil-Bellay      | Montreuil-Bellay         | Maine-et-Loire   | 47° 07′ 58″ N, 0° 09′ 14″ O | Château de Montreuil-Bellay                                                                                |
| Montrichard           | Montrichard              | Loir-et-Cher     | 47° 20′ 37″ N, 1° 11′ 10″ E | Château de Montrichard                                                                                     |
| Saché                 | Saché                    | Indre-et-Loire   | 47° 14′ 45″ N, 0° 32′ 41″ E | Château de Saché                                                                                           |
| Saint-Aignan          | Saint-Aignan-sur-Cher    | Loir-et-Cher     | 47° 16′ 10″ N, 1° 22′ 30″ E | Château de Saint-Aignan-sur-Cher                                                                           |
| Saint-Brisson         | Saint-Brisson-sur-Loire  | Loiret           | 47° 39′ 00″ N, 2° 40′ 56″ E | Château de Saint-Brisson-sur-Loire                                                                         |
| Selles-sur-Cher       | Selles-sur-Cher          | Loir-et-Cher     | 47° 16′ 29″ N, 1° 32′ 58″ E | Château de Selles-sur-Cher                                                                                 |
| Serrant               | Saint-Georges-sur-Loire  | Maine-et-Loire   | 47° 24′ 54″ N, 0° 44′ 40″ O | Château de Serrant                                                                                         |
| Talcy                 | Talcy                    | Loir-et-Cher     | 47° 46′ 11″ N, 1° 26′ 39″ E | Château de Talcy (Loir et Cher)                                                                            |
| Troussay              | Cheverny                 | Loir-et-Cher     | 47° 29′ 29″ N, 1° 25′ 29″ E | Château de Troussay)                                                                                       |
| Valmer                | Chançay                  | Indre-et-Loire   | 47° 27′ 32″ N, 0° 53′ 14″ E | Château de Valmer)                                                                                         |
| Villesavin            | Tour-en-Sologne          | Loir-et-Cher     | 47° 32′ 48″ N, 1° 30′ 51″ E | Château de Villesavin, vue d'est                                                                           |